# Ispidina lecontei
Guarda-rios-anão ou martinzinho (Ispidina lecontei) é uma espécie de ave da família Alcedinidae.
Pode ser encontrada nos seguintes países: Angola, Camarões, República Centro-Africana, República do Congo, República Democrática do Congo, Costa do Marfim, Guiné Equatorial, Gabão, Gana, Guiné, Libéria, Nigéria, Serra Leoa, Sudão e Uganda.